# Клименко Станіслав Ігорович
Станісла́в І́горович Климе́нко — український гирьовик, майстер спорту України міжнародного класу з гирьового спорту. Кандидат до національної збірної України.
Станом на 2015 рік — курсант 4-го курсу Донецького юридичного інституту МВС України. Гирьовим спортом почав займатися на 1 курсі ВНЗ під керівництвом тренерів Артура Сасіка і Леоніда Гаражи.

## Досягнення
- чемпіон світу серед чоловіків та юніорів у поштовху довгим циклом, 2013, Ташкент,
- срібний призер чемпіонату світу серед юніорів у поштовху довгим циклом 2012, Гамбург,
- чемпіон України серед чоловіків та юніорів у поштовху довгим циклом, 2013, Тернопіль,
- володар Кубка України 2012 року у поштовху довгим циклом, Житомир),
- срібний призер чемпіонату України серед юніорів у двоборстві 2012 року, Харків,
- срібний призер фіналу Кубка України у двоборстві 2012 року, Харків,
- дворазовий переможець чемпіонату МВС України у двоборстві — 2012 та 2013 роки.

Найкращі результати на гирях вагою 32 кг — вагова категорія до 60 кг:
- поштовх двох гир — 91 раз,
- ривок однієї гирі — 104 рази,
- поштовх довгим циклом — 52 рази.